# GT 101

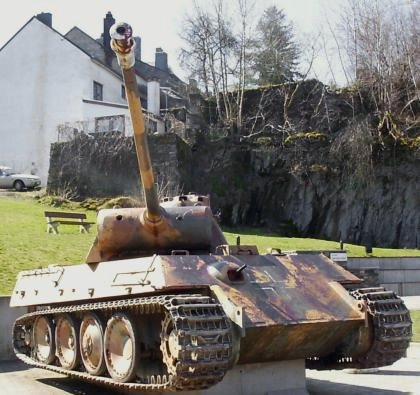
Le turbomoteur GT 101 et ses dérivés auraient dû équiper les chars Panther et leurs descendants, mais la fin de la guerre stoppa leur développement.

Le GT 101 était un turbomoteur, dérivé du turboréacteur BMW 003 utilisé en aviation, qui fut envisagé pour propulser le char de combat allemand Panther.
La division consacrée au développement de la composante terrestre du Troisième Reich, la Heereswaffenamt, étudia plusieurs moteurs de type turbine à gaz pour leur utilisation dans des chars, à partir de mi-1944. Bien qu'aucun de ces moteurs ne fut installé opérationnellement, le GT 101 (pour « Gas Turbine ») avait atteint un stade de développement proche de celui requis pour une production en série. Plusieurs concepts furent produits tout au long de la durée du programme, parmi lesquels le GT 102 et le GT 103.

## Origines
Dès le milieu de l'année 1943, Adolf Müller, anciennement employé de la division Junkers Jumo de la firme aéronautique Junkers à Dessau, et ensuite de la division des moteurs à réaction d'Heinkel-Hirth (Heinkel Strahltriebwerke), avait proposé l'emploi de turbomoteurs pour la propulsion de véhicules blindés. Un turbomoteur offrait l'avantage d'être considérablement plus léger que les moteurs à pistons à essence de la gamme des 600 ch qui allaient devoir être utilisés dans les chars de la génération à venir, ces moteurs étant alors produits essentiellement par la société Maybach et issus de concepts existants. Ce poids réduit améliorerait considérablement le rapports poids/puissance des véhicules ainsi équipés, et donc également leurs performances en tout-terrain, et potentiellement leur vitesse maximale. Toutefois, à cette époque, l'emploi de turbomoteurs dans ce rôle posait de très gros défis à leurs concepteurs.
Dans le cas d'un turboréacteur pur employé dans l'aviation, l'échappement des gaz chauds issus de la turbine est utilisé directement et uniquement pour produire de la poussée, mais dans le cas d'un turbomoteur utilisé pour créer une traction dans un véhicule, toute chaleur s'échappant par la tuyère est essentiellement de la puissance perdue. La température des gaz d'échappement était bien plus élevée que celle d'un moteur à pistons, et les premiers modèles de turbomoteurs alors conçus étaient atrocement mauvais en économie de carburant, comparés à leurs homologues à pistons. Côté positif, l'emploi de kérosène, peu cher et disponible en grandes quantités, comblait en grande partie ce gros défaut, si bien que mis côte-à-côte, les deux moteurs avaient un coût de fonctionnement assez similaire.
Un autre problème venait du fait que les turbomoteurs ne fonctionnent bien qu'à une vitesse de rotation particulière, bien qu'à cette vitesse ils puissent développer une large plage de couple. Plus précisément, les turbomoteurs ne produisent qu'un très faible couple à faibles vitesses, ce qui n'est en revanche pas un problème majeur pour un moteur à pistons, et absolument pas pour un moteur électrique. Afin d'utiliser le turbomoteur dans le rôle de groupe propulseur pour des chars, il fallait lui ajouter un système avancé d'embrayage et de transmission, qui permettrait au moteur de tourner à des vitesses assez proches, ou alors trouver une autre façon d'extraire de la puissance.
Au début, l'armée de terre ne se montra pas intéressée, et Müller se tourna vers la conception d'un turbocompresseur avancé pour BMW (personne ne sait si ce système fut un jour utilisé). Quand ses travaux furent terminés, en janvier 1944, il se tourna à nouveau vers des conceptions de groupes propulseurs, et rencontra finalement la Heereswaffenamt en juin 1944, pour lui présenter plusieurs concepts pour une unité d'une puissance de 1 000 ch. Étant donné la pénurie de carburant à laquelle faisait alors face l'Allemagne à la fin de la guerre, l'emploi de carburants de moins bonne qualité, quelque en soit leur utilisation, était plutôt vue comme un avantage majeur, et ce fut précisément pour cette raison que le bureau central allemand commença à monter un certain intérêt envers ce concept.

## Conception préliminaire
La première conception détaillée de Müller était une simple modification d'un turboréacteur traditionnel, le cœur du moteur expérimental Heinkel HeS 011, duquel un total de seulement 19 exemplaires furent construits. Dans ce concept, une turbine séparée et un arbre de prise de puissance furent boulonnés sur l'échappement du moteur, les gaz chauds entraînant alors la turbine, et donc le char. Comme le cœur du moteur était entièrement séparé de la partie dédiée à la puissance, le couple était disponible immédiatement, car le cœur pouvait continuer à tourner à plein régime même en distribuant peu de puissance, les gaz excédentaires étant « amortis » par la conception de l'ensemble. La conception souffrait cependant d'un gros défaut : lorsque la « charge » était retirée, par-exemple lors d'un changement de vitesse, la turbine de puissance tournait dans le vide et pouvait devenir hors de contrôle. Pour remédier à ce problème, soit la turbine devait être freinée pendant ces courts instants, soit les gaz provenant du cœur du moteur devaient être évacués hors de la turbine.
Un autre problème vint de l'inquiétude de la Heereswaffenamt au sujet de la qualité des carburants qu'ils pouvaient trouver. À l'opposé du monde de l'aviation, où le carburant employé devait être hautement raffiné, il fut estimé que l'armée de terre pourrait se contenter de carburants de basse qualité qui pourraient contenir toutes sortes de contaminants lourds. Cela mena à la possibilité que le carburant n'ait pas le temps de se mélanger proprement, causant alors une mauvaise combustion. Ils furent particulièrement intéressés par le fait de disposer d'injecteurs tournant le long du cœur du moteur, ce qui permettrait à la fois d'obtenir un bien meilleur mélange, mais également de réduire les points chauds sur le stator de la turbine. Malheureusement, le concept de Müller n'apparut pas capable d'employer de tels injecteurs, et il fut rejeté le 12 août 1944.
Müller se tourna ensuite vers des concepts qui retiraient la turbine de puissance séparée et à la place nécessitaient une sorte de transmission maintenant un couple permanent. La meilleure solution aurait été d'entraîner un générateur électrique et d'utiliser l'électricité produite pour entraîner des moteurs de traction (un système que Porsche avait tenté d'introduire plusieurs fois), mais un sérieux manque de cuivre à cette période de la guerre — en plus de sa mauvaise qualité tout-au-long de la guerre pour son utilisation électrique, en raison des ressources limités en minerai auxquelles avait accès l'Allemagne — mit fin à cette idée. À la place, une sorte de transmission hydraulique devait être employée, bien que non spécifiée initialement. De plus, le nouveau concept incluait les injecteurs de carburant rotatifs dans la chambre de combustion que la Heereswaffenamt désirait déjà avant. Müller présenta le nouveau concept le 14 septembre, et la Heereswaffenamt se montra considérablement plus intéressée. Il se peut que la détérioration des approvisionnements en carburants à cette période aient également été un facteur important dans ces choix.

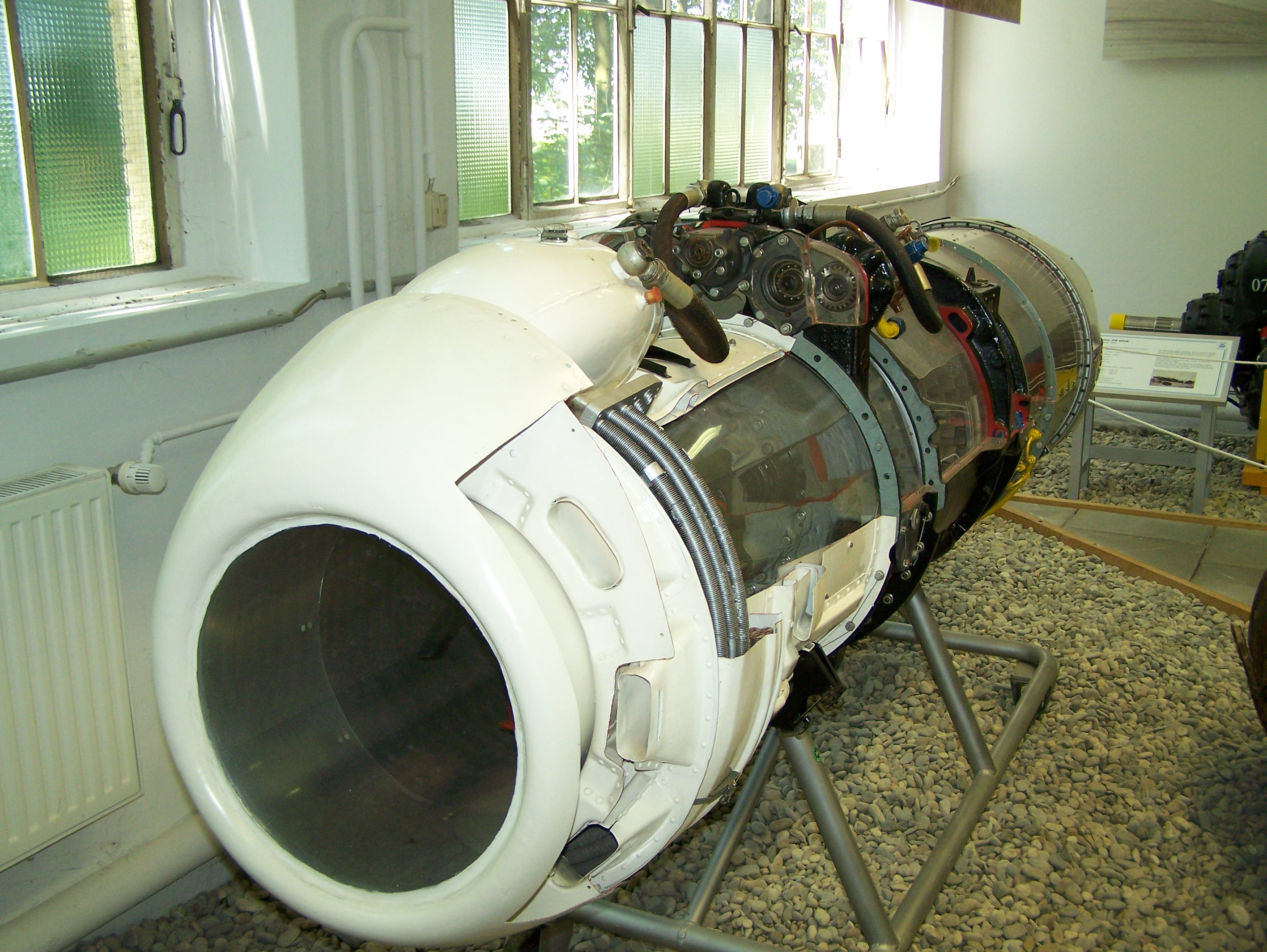
Un moteur d'aviation BMW 003 préservé, l'élément de base du turbomoteur GT 101.

Étrangement, ils suggérèrent ensuite que chaque moteur développé pour ce rôle puisse également être compatible pour un emploi dans l'aviation, ce qui mena finalement à l'abandon des injecteurs rotatifs et mena au choix d'un cœur modifié de BMW 003, étant considéré comme un concept plus éprouvé. L'agencement de base dut être modifié, avec l'addition d'un troisième roulement près du centre du moteur pour aider à absorber les contraintes lors de chocs, et un troisième étage de turbine fut ajouté à la fin du moteur pour en extraire plus de couple. Contrairement aux premiers concepts, l'arbre de prise de couple pouvait être placé indifféremment à l'avant ou à l'arrière du moteur (et pas seulement après la turbine à trois étages), et il fut en fait placé à l'avant du moteur, afin de rendre le moteur le plus compatible possible avec les compartiments moteur existants. La conception de base fut achevée à la mi-novembre et reçut le nom de GT 101.
Initialement, il fut prévu d'installer le nouveau moteur dans le char Tiger conçu par Henschel (Tiger I), mais, bien que le moteur soit plus petit que le moteur V-12 à pistons qu'il remplaçait – sur le plan du diamètre –, ses débuts en tant que moteur d'aviation BMW 003 à compresseur axial le rendirent trop long pour pouvoir être installé dans la baie moteur du Tiger I. L'attention se tourna alors vers le Panther, qui à cette période de la guerre devait devenir la base du conception de tous les futurs chars du Reich (Entwicklungsseries). Pour des essais d'installation expérimentaux, Porsche fournit l'un des châssis prototype du Jagdpanzer VI.
L'installation du GT 101 dans le châssis du Panther nécessita de gros efforts de conception, mais une disposition convenable fut finalement trouvée. L'échappement du moteur fut équipé d'un gros diffuseur divergent, afin de réduire la vitesse et la température des gaz de combustion, ce qui permit aussi au passage d'ajouter un troisième étage de turbine. La totalité de la zone d'échappement s'étirait à l'air libre vers l'extérieur du compartiment du moteur, ce qui le rendait extrêmement vulnérable au feu ennemi, et il fut finalement réalisé que cette solution n'était pas viable pour une production en série. Une nouvelle transmission automatique fut réalisée pour l'ensemble. Conçue par la Zahnradfabrik de Friedrichshafen (ZF), elle disposait de trois niveaux d'embrayage dans le convertisseur de couple et de douze vitesses. Elle disposait aussi d'un embrayage actionné électriquement qui se désengageait mécaniquement complètement du moteur lorsque la vitesse de rotation de ce dernier était de 5 000 tr/min, une vitesse en-dessous de laquelle il ne produisait plus aucun couple sur l'arbre de sortie. À plein régime, à 14 000 tr/min, le moteur lui-même agissait comme une énorme roue-libre, ce qui améliorait énormément les performances tout-terrain, en permettant à une partie de la vitesse excédante du moteur d'être canalisée vers la transmission pour tirer le char hors des bosses.
En matière de performances, le GT 101 aurait été étonnamment efficace. Il aurait produit une puissance totale de 3 750 ch, en utilisant 2 600 ch pour entraîner le compresseur, et laissant les 1 150 ch restants pour entraîner la transmission. L'assemblage complet avait une masse de 450 kg, transmission exclue. En comparaison le Maybach HL230 P30 qu'il remplaçait ne produisait que 620 ch alors qu'il avait une masse de 1 200 kg. Avec le Maybach, le Panther avait une puissance spécifique d'environ 13,5 ch/tonne, alors qu'avec le GT 101 ce chiffre était porté à 27 ch/tonne, dépassant largement les performances de n'importe-quel char de la Seconde Guerre mondiale (le T-34 soviétique avait une valeur de 16,2 ch/tonne). Ce chiffre était d'ailleurs assez proche des chiffres atteints par les chars à turbomoteurs de l'époque actuelle, comme le M1 Abrams et ses 26,9 ch/tonne.
Pour d'autres raisons, essentiellement l'usure en fonctionnement, les vitesses de déplacement d'un Panther à moteur GT 101 auraient été délibérément limitées à celles des Panther à moteurs classiques. Les seuls désavantages étaient un couple faible à faible puissance, et une consommation de carburant environ deux fois supérieure à celle du Maybach, ce qui posait de nouveaux problèmes pour trouver de l'espace pour stocker le carburant. Un problème similaire avait d'ailleurs affecté les premiers avions à réaction allemands.

## GT 102
Alors que les travaux sur le GT 101 continuaient, Müeller proposa une autre façon de construire un moteur à turbine libre, qui évitait les problèmes avec ses conceptions initiales. Il présenta ses plans en décembre 1944, et ils furent acceptés pour le développement sous le nom de GT 102.
L'idée de base du GT 102 était de complètement séparer la turbine de puissance du moteur lui-même, utilisant celui-ci comme générateur de gaz. Le moteur utilisé comme cœur était mis suffisamment en mouvement pour entraîner et soutenir son propre mouvement et rien de plus. Aucune puissance n'était prélevée pour propulser le char. De l'air comprimé en provenance du compresseur de ce moteur, 30 % du flux d'air total, était dérivé à travers une canalisation vers une turbine à deux étages complètement séparée dotée de sa propre chambre de combustion. Cela évitait les problèmes de survitesse du concept original ; lorsque la charge était retirée, la simple fermeture du débit d'air vers la turbine la ferait ralentir. Cela signifiait également que le générateur de gaz pouvait être opéré à plein régime alors que la turbine de puissance était à faible régime, améliorant fortement le couple à basse vitesse. Le seul côté négatif de ce concept était que la turbine de puissance ne possédait plus l'énorme masse en rotation du GT 101, et ne possédait donc pas d'aussi bonnes capacités de stockage d'énergie par roue libre que sur son prédécesseur.
Comme la section de turbine du générateur du gaz n'était plus alimentée par la totalité de l'air provenant du compresseur, elle pouvait être construite de plus petite taille que dans le GT 101. Cette caractéristique rendait le moteur plus court dans son ensemble, lui permettant d'être installé transversalement dans la partie supérieure du compartiment moteur du Panther, dans la partie la plus large au-dessus des chenilles. La turbine de puissance était alors installée dans l'espace vide en-dessous, montée à angle droit par rapport au moteur. Cela la positionnait en ligne avec la transmission normale, qui était installée à l'avant du véhicule, en l'entraînant via un arbre de puissance. Le montage était considérablement plus pratique que celui du GT 101, et entièrement « sous blindage ». Bien que la consommation de carburant était sensiblement la même que celle du GT 101, le montage laissait beaucoup plus d'espace libre dans le compartiment moteur à l'endroit auparavant utilisé par le système de refroidissement. Ces espaces laissés libres permettaient de loger de nouveaux réservoirs de carburant, doublant la capacité initiale à 1 400 litres, et donc apportant une autonomie similaire à celle du moteur à essence d'origine.
La majeure partie des travaux de conception du GT 102 furent achevés début 1945, et les plans devaient être livrés le 15 février (en même-temps que ceux du GT 101). Il apparaît que ces plans ne furent jamais livrés, probablement en raison de la tournure des événements à la fin du conflit.

## GT 102 Ausf. 2
Afin d'encore améliorer la compatibilité entre le GT 102 et le Panther, le concept GT 102 Ausf. 2 modifiait plusieurs sections du générateur de gaz original, afin de réduire la taille de la zone du compresseur et de la chambre de combustion. Ils étaient un peu plus longs dans le GT 102 que ce qu'ils auraient été dans une installation aéronautique, afin de favoriser le mélange avec des carburants de moins bonne qualité. Le modèle Ausf. 2 revenait à leurs dimensions originales et réintroduisait les injecteurs rotatifs des concepts pre-GT 101 originaux. La longueur du compresseur fut ensuite diminuée en le passant de neuf à sept étages, mais le taux de compression était conservé en utilisant le premier étage à une vitesse proche de Mach 1. Avec ces réductions de gabarit, le moteur pouvait être installé dans le sens de la longueur dans le compartiment moteur, permettant aux espaces libres au-dessus des chenilles d'être utilisés pour le stockage de carburant, comme c'était le cas sur les modèles initiaux.

## GT 103
La cause majeure du mauvais rendement des turbomoteurs dans le rôle de systèmes de traction était l'échappement chaud, qui représentait essentiellement une perte d'énergie. Afin de récupérer une partie de cette énergie, il est possible d'utiliser les gaz chauds de l'échappement pour préchauffer l'air venant du compresseur avant qu'il n'entre dans la chambre de combustion, en utilisant un échangeur de chaleur. Bien que méconnus, ces récupérateurs (en) sont utilisés dans de nombreuses applications de nos jours.
W. Hryniszak d'Asea Brown Boveri, à Heidelberg, conçut un récupérateur qui fut ajouté au concept non-modifié du GT 102 pour créer le GT 103. L'échangeur de chaleur employait un cylindre rotatif poreux en céramique installé dans une canalisation cruciforme. L'air provenant de l'échappement du générateur de gaz entrait dans la canalisation à l'extérieur du cylindre à une température de 500 °C et s'écoulait autour du cylindre avant de ressortir à une température d'environ 350 °C. Le cylindre en céramique tournait lentement afin d'éviter de surchauffer le « côté chaud ». L'air comprimé s'écoulant dans la turbine de puissance était amené à travers le milieu du cylindre, entrant à environ 180 °C et sortant à environ 300 °C.
Cela signifiait que 120 °C des 800 °C de température finale de l'air n'avaient pas à être fournis par le carburant, représentant des économies substantielles. Des estimations suggéraient une amélioration d'environ 30 % de la consommation de carburant. Il fut également suggéré qu'un second échangeur de chaleur pourrait être utilisé sur le cœur du générateur de gaz, économisant encore 30 %. Cette installation était supposée réduire la consommation globale de moitié, rendant celle-ci similaire à celle du moteur à essence d'origine. Rétrospectivement, ces estimations apparaissent irraisonnables, bien que General Motors effectua des expérimentations avec ces systèmes pendant les années 1960 et 1970.